# Сигизмунд (эрцгерцог Австрии)
Сигизму́нд (нем. Siegmund; 26 октября 1427, Инсбрук — 4 марта 1496, Инсбрук) — герцог (с 1477 года — эрцгерцог) Передней Австрии и граф Тироля с 1439 года. Из Тирольской ветви Леопольдинской линии династии Габсбургов.

## Молодые годы
Сигизмунд был единственным сыном Фридриха IV, герцога Передней Австрии и графа Тироля, и Анны Брауншвейгской, дочери Фридриха, герцога Брауншвейг-Люнебурга. В момент смерти своего отца Сигизмунду было лишь двенадцать лет, поэтому регентом Тироля и Передней Австрии стал двоюродный брат молодого герцога король Германии (c 1440 года) и будущий император Священной Римской империи (c 1452 года) Фридрих III.

## Бургундские войны
В состав наследственных владений Сигизмунда входило графство Тирольское, а также многочисленные небольшие территории, принадлежащие Габсбургам в Швабии, Эльзасе и Форарльберге (в 1451 году купил сеньорию Хоэнегг).
В 1469 году Сигизмунд продал часть своих земель вдоль Рейна и в Эльзасе бургундскому герцогу Карлу Смелому по Сент-Омерскому договору. Причина этой сделки не вполне ясна: возможно Сигизмунд испытывал недостаток денежных средств для поддержания дорогостоящего герцогского двора в Инсбруке, или он стремился заручиться поддержкой влиятельной Бургундии против Швейцарского союза, усилившегося в последние годы и претендующего на часть альпийских владений Габсбургов (годом ранее произошла Вальдсхутская война). Тем не менее, когда финансовое обеспечение государства нормализовалось, Сигизмунд решил выкупить у Бургундии древние габсбургские территории, а когда Карл Смелый отказался, заключил в 1474 году антибургундский союз со Швейцарией и свободными городами Эльзаса (договор в Констанце). В частности, при подписании договора, Сигизмунд отказался от претензий Габсбургов на швейцарские кантоны «окончательно и навсегда».
Этот союз стал поводом к началу Бургундских войн (1474—1477 годы). В ноябре 1474 года швейцарско-тирольские войска разбили герцога Бургундии в битве при Эрикуре. Вскоре Карл Смелый вернул Сигизмунду его земли, желая вывести Габсбургов из войны. В 1477 году бургундский герцог погиб в сражении со швейцарцами у Нанси.

## Эрцгерцог и экономическая политика
В 1477 году император Фридрих III пожаловал Сигизмунду титул эрцгерцога.
Вскоре скончалась первая жена Сигизмунда, шотландская принцесса Элеонора Стюарт, и он женился на шестнадцатилетней Катарине Саксонской, дочери Альбрехта, герцога Саксонии.
В период правления Сигизмунда продолжился экономический подъём Тироля. Расширялись горные разработки железа, меди и драгоценных металлов, росла международная торговля, в Меране и Боцене возникли первые кредитные организации. Сигизмунд провёл радикальную монетную реформу, начав чеканить в первые в мире полновесные монеты из серебра: тирольский талер, который быстро вытеснил венский крейцер из обращения и стал образцом для многих последующих европейских монет. В Тироле начали применяться новые способы разработки серебряных рудников, позволившие резко увеличить объёмы добычи и восстановить продуктивность старых заброшенных шахт. Лишь с началом массового притока серебра из американских колоний Испании значение тирольских месторождений стало падать.

## Противостояние с ландтагом
В конце правления Сигизмунда обострились противоречия между герцогом и сословиями. Тирольский ландтаг, в котором наряду с духовенством, дворянством и горожанами, были представлены и свободные крестьяне, был, вероятно, наиболее влиятельным среди всех сословных представительств австрийских земель того времени. Внешнеполитические просчеты Сигизмунда 1480-х годов (конфликт с Венецией в 1487 году и планируемая уступка Баварии части тирольских земель) вызвали возмущение ландтага. Сословия вынудили эрцгерцога распустить правительственный совет дворян и передать управление комитету представителей ландтага. Этот комитет денонсировал секретные договоры Сигизмунда с Баварией о территориальных уступках взамен за военную помощь. Эрцгерцог был отстранён от вмешательства в дела управления и финансов. Ландтаг выступил против баварских претензий на Тироль и заявил, что в случае возникновения угрозы разрыва тирольского престола с Габсбургами, сословия будут иметь право отрешить от власти государя и избрать новым графом одного из представителей австрийского дома.
Наконец, в 1490 году под давлением ландтага Сигизмунд отрёкся от престола в пользу австрийского эрцгерцога Максимилиана I Габсбурга, будущему императору Священной Римской империи. Таким образом Тироль и Передняя Австрия были воссоединены с Австрийской монархией после столетия раздела. Спустя шесть лет после отречения Сигизмунд скончался в Инсбруке.

## Брак и дети
- (1449) Элеонора Шотландская (1433—1480), дочь Якова I, короля Шотландии

1. Вольфранг (20 ноября 1480)

- (1484) Катарина Саксонская (1468—1524), дочь Альбрехта, герцога Саксонии